# Irun R. Cohen
Irun R. Cohen (* 1. September 1937 in Chicago) ist ein israelisch-US-amerikanischer Mediziner und Immunologe.

## Leben
Cohen studierte zunächst Philosophie an der Northwestern University (Bachelor am College of Liberal Arts 1959) und dann Medizin an der Northwestern Medical School (M.D. 1963). Seine Facharztausbildung in Pädiatrie absolvierte er in Jerusalem (Internship 1963 bis 1964 am Hadassah University Hospital) und am Johns Hopkins University Hospital (Residency 1966 bis 1968). Dazwischen war er als abgeordneter Offizier 1964 bis 1966 beim US Public Health Service im Center for Disease Control in Atlanta, wo er an Infektionskrankheiten forschte. Nach seiner Facharztausbildung war er 1968 bis 1971 mit einem Stipendium der Arthritis Foundation am Weizmann-Institut. Er blieb am Weizmann-Institut, wo er 1974 Associate Professor und 1987 Professor für Immunologie wurde (zuletzt Mauersberger Professor) und ab 2007 Professor Emeritus war. 1993 bis 2001 war er dort Direktor des Robert Koch-Minerva Centers für Forschung in Autoimmunkrankheiten. 1997 bis 2001 war er Direktor des Center for the Study of Emerging Diseases in Jerusalem und 2004 bis 2006 Direktor des Nationalen Zentrums für Biotechnologie im Negev an der Ben-Gurion Universität.
1989 erhielt er den Robert-Koch-Preis.

## Werk
Er entwickelte geklonte T-Zellen als funktionale Tests bei Autoimmunkrankheiten und einen Antigen Microarray-Chip für Tests des Immunsystems, der von seiner Idee eines Selbstbildes des Immunsystems inspiriert ist, das er Immunologischer Homunculus nennt. Diese Theorie entwickelte er 1989 als Alternative zur Klon-Selektionstheorie, ausgehend von seiner zum Beispiel beim Studium  von Autoimmunkrankheiten gewonnenen Erkenntnis,  dass  Mechanismen zum Erkennen eigener Antigene im Immunsystem vorhanden sind und ähnlich denen sind, mit denen fremde Antigene erkannt werden. Das Immunsystem hat also durchaus ein Bild vom eigenen Körper und nicht nur ein Bild der körperfremden Welt, reagiert aber bei körpereigenen Zellen anders.
Er  entwickelte eine T-Zellen Impfung  (T-cell vaccination) gegen Autoimmunkrankheiten (wie rheumatische Arthritis, Lupus erythematodes,  Multiple Sklerose), die sich in klinischen Tests befindet. Dabei werden statt inaktivierte Antigene gegen körperfremde Substanzen wie bei der üblichen Impfung inaktivierte eigene T-Zellen gespritzt, die in Autoimmunkrankheiten den eigenen Körper angreifen.  Er ist Direktor der European Collaboration of T Cell Vaccination und Direktor des nationalen israelischen Instituts für T-Zellen-Impfung.
Cohen testet auch eine Impfung mit Peptiden für Diabetes 1 basierend auf Teilen des Hitzeschockproteins Hsp60, nachdem er gezeigt hatte, dass dies die Selbstzerstörung der Betazellen in den Langerhans-Inseln aufhält. Cohen sieht darin auch einen Test seiner Homunculus Theorie, da die Impfung auf modifizierten körpereigenen Substanzen basiert.
Er befasst sich und arbeitet eng mit Wissenschaftlern auf dem Gebiet komplexer Systeme zusammen und ist im Rat des israelischen nationalen Zentrums für Komplexe Systeme. Speziell befasst er sich mit komplexen Systemen in der Biologie und deren Simulation. Er ist Miterfinder einer interaktiven visuellen Sprache zur Simulation komplexer dynamischer Systeme (Reactive Animation).
Außerdem beschäftigt er sich mit der Beziehung von Talmud und Naturwissenschaft.

## Schriften
- Herausgeber mit Ariel Miller: Autoimmune Disease Models. A Guidebook, Academic Press 1994
- Herausgeber mit H. Atlan Theories of Immune Networks, Springer 1989
- Herausgeber Perspectives in Autoimmunity, CRC Press 1988
- Herausgeber mit Lee A. Segel Design Principles for the Immune System and other Distributed Autonomous Systems, Oxford University Press 2001 (Santa Fe Institute Studies in the Sciences of the Complexity)
- Herausgeber mit René de Vries, Jon van Rood The Role of Micro-organisms in Non-infectious Diseases, Springer 1990
- Tending Adam´s Garden: Evolving the Cognitive Immune Self, Academic Press 1999
- mit Eugene Rosenberg Microbial Biology, Saunders 1983
- Herausgeber mit Jingwu Zhang T cell vaccination, Gazelle Pub. 2008
- Cohen The self, the world and autoimmunity, Scientific American 1988